# Апостольский нунций в ЮАР
Апостольский нунций в Южно-Африканской Республике — дипломатический представитель Святого Престола в ЮАР. Данный дипломатический пост занимает церковно-дипломатический представитель Ватикана в ранге посла. Апостольская нунциатура в ЮАР была учреждена на постоянной основе 7 декабря 1922 года.
В настоящее время Апостольским нунцием в ЮАР является архиепископ Генрик Мечислав Ягодзиньский, назначенный Папой Франциском 16 апреля 2024 года.

## История
Апостольская делегатура в Южной Африке была учреждена 7 декабря 1922 года, бреве De more Romanorum папы римского Пия XI. Её юрисдикция распространялась в отношении следующих территорий: Капская колония, Республика Наталь, Трансвааль и Колония Оранжевой реки, которые в 1910 году образовали Южно-Африканский Союз, а также на Басутоленд и Бечуаналенд, бывшие немецкие колонии.
В 1935 году делегатура получила название Апостольская делегатура в Южно-Африканском Союзе.
5 марта 1994 года Апостольская делегатура была возведена в ранг апостольской нунциатуры, бреве Ad firmiores magisque папы римского Иоанна Павла II. Резиденцией апостольского нунция в ЮАР является Претория — столица ЮАР. Апостольский нунций в ЮАР, по совместительству, исполняет функции апостольского нунция в Ботсване, Лесото, Намибии и Свазиленде.

## Апостольские нунции в ЮАР

### Апостольские делегаты
- Бернард Хейлсвейк, O.P., титулярный архиепископ Евкаиты — (2 декабря 1922 — 22 декабря 1944, до смерти);
- Мартин Лукас, S.V.D., титулярный архиепископ Адулиса (14 сентября 1945 — 3 декабря 1952 — назначен апостольским интернунцием в Индии);
- Целестин Джозеф Дамиано[англ.], титулярный архиепископ Никополя Эпирского — (27 ноября 1952 — 24 января 1960) — назначен епископом Камдена
- Джозеф Фрэнсис Макджо, титулярный архиепископ Эмесы — (17 сентября 1960 — 8 июля 1967 — назначен апостольским нунцием в Ирландии);
- Джон Гордон, титулярный архиепископ Никополя Нестийского — (19 августа 1967 — 11 августа 1971 — назначен апостольским нунцием в Индии);
- Альфредо Поледрини, титулярный архиепископ Вазари — (20 сентября 1971 — 18 сентября 1978, в отставке);
- Эдуард Идрис Кассиди, титулярный архиепископ Аманции — (25 марта 1979 — 6 ноября 1984 — назначен апостольским про-нунцием в Нидерландах);
- Жозеф Меес, титулярный архиепископ Ипра — (19 января 1985 — октябрь 1987, в отставке);
- Амбросе Баттиста де Паоли, титулярный архиепископ Лареса — (6 февраля 1988 — 11 ноября 1997 — назначен апостольским нунцием в ЮАР).

### Апостольские нунции
- Амбросе Баттиста де Паоли, титулярный архиепископ Лареса — (25 июня 1994 — 11 ноября 1997 — назначен апостольским нунцием в Японии);
- Мануэл Монтейру де Каштру, титулярный архиепископ Беневентума — (2 февраля 1998 — 1 марта 2000 — назначен апостольским нунцием в Испании и Андорре);
- Бласку Франсишку Колласу, титулярный архиепископ Оттавы[источник не указан 840 дней] — (24 мая 2000 — 17 августа 2006, в отставке);
- Джеймс Патрик Грин, титулярный архиепископ Альтино — (17 августа 2006 — 15 октября 2011 — назначен апостольским нунцием в Перу);
- Марио Роберто Кассари, титулярный архиепископ Тронто — (10 марта 2012 — 22 мая 2015 — назначен апостольским нунцием на Мальте);
- Питер Брайан Уэллс, титулярный архиепископ Марсианополиса — (9 февраля 2016 — 8 февраля 2023 — назначен апостольским нунцием в Камбодже и Таиланде, апостольским делегатом в Лаосе[1]);
- Генрик Мечислав Ягодзиньский, титулярный архиепископ Лимосано — (16 апреля 2024 — по настоящее время).